# Іттіхат
Іттіха́т (рос. Иттихат, башк. Иттихат) — присілок у складі Біжбуляцького району Башкортостану, Росія. Входить до складу Калінінської сільської ради.
Населення — 284 особи (2010; 340 в 2002).
Національний склад:
- татари — 84 %